# Гулак-Артемовський Яків Петрович
Яків Петро́вич Гула́к-Артемо́вський (26 листопада (8 грудня) 1861, Москаленки — 3 серпня 1939, Немішаєве) — український краєзнавець, співак, музикант. Член літературно-артистичного товариства у Києві. Онук письменника Петра Гулака-Артемовського.

## Життєпис
Народився у 1861 році в селі Москаленках (нині Обухівського району Київської області) в родині священика. У 1877 році закінчив духовну семінарію і до 1884 року був священиком. Переїхав до Петербурга, де із солдатів та чиновників організував український хор. Був помічений Миколою Лисенком та запрошений вступити до Київського музичного училища. Навчаючись, працював діловодом в управлінні Південно-Західної залізниці у Києві. Був старостою хору Миколи Лисенка, у якому сам й співав від 1890 року та проводив вечорниці, організовуючи громадське життя національної інтелігенції.

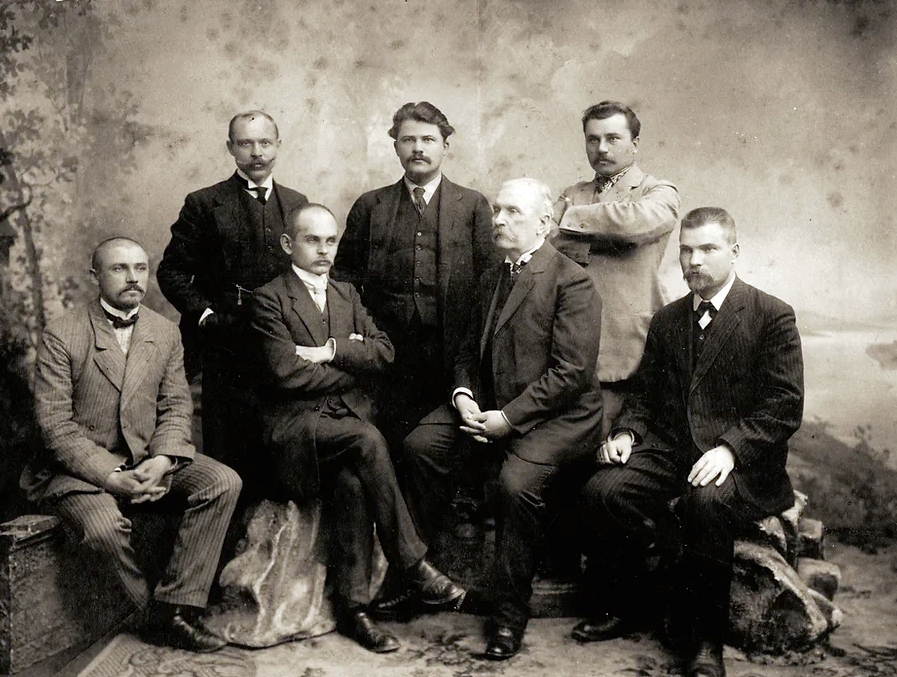
Українські діячі хорової справи, 1910-12 рр. Сидять: Арсен Бакалінський, Кирило Стеценко, Микола Лисенко, Яків Гулак-Артемовський; стоять: Олександр Кошиць, Олександр Коваленко, К. Гончар.

1888 року вперше відвідавши могилу Тараса Шевченка у Каневі, захопився ідеєю впорядкування прилеглої території. Фактично Яків Петрович й висунув ідею створення заповідника на Чернечій горі. Завдяки його старанням збільшилася територія, що прилягала до могили, було висаджено 8 000 дерев, обладнано огорожу та споруджено східці. Разом з Володимиром Науменком, Миколою Лисенком, Іваном Нечуєм-Левицьким ініціював збір коштів на утримання могили поета та створення музею при ній. Після смерті наглядача Кобзаревої могили у 1901 році, Яків Петрович переїхав до Канева, де посів цю посаду. Йому належить ідея завести Книгу для приїжджих на могилу Великого Кобзаря.
Був неодноразово заарештований та відбував покарання у в'язницях Ніжина, Новозибкова (нині Брянська область, РФ), Києва, зокрема 24 вересня 1905 року за зберігання нелегальної літератури. Товаришував з Оленою Пчілкою, Лесею Українкою, Кирилом Стеценком, Олександром Кошицем, родиною Бориса Грінченка.
1906 року перебрався у село Немішаєве Київської губернії і того ж року організував хори учнів у селах Немішаєве та Микуличах. 1920 року обіймав посаду уповноваженого Немішаєвської сільради. Організовував культурне життя селища, влаштовуючи музичні вечори.
Помер 3 серпня 1939 року. Похований на старому кладовищі у Микуличах.

## Спадок
По смерті залишив спогади про Миколу Лисенка, опубліковані в книзі «Живі сторінки української музики», що вийшла друком на київському видавництві «Наукова думка» у 1965 році.